# Заповідник дикої природи Удайпур
26°48′57″ пн. ш. 84°25′57″ сх. д. / 26.815789° пн. ш. 84.4324626° сх. д.
Заповідник дикої природи Удайпур — заповідник дикої природи, розташований у районі Західний Чампаран штату Біхар, Індія. Він заснований в 1978 році і займає площу 8,74 км2.
Заповідник дикої природи переважно заболочений, розташований на стариці в заплаві річки Гандакі. Тут мешкають різноманітні водоплавні птахи, як осілі, так і перелітні. Заповідник має ділянки болотного лісу, сухого річкового лісу та лісу кайр-сіссу (Acacia catechu-Dalbergia sissoo). Це екорегіон вологих листяних лісів Нижніх Гангських рівнин.
При святині є будинок відпочинку. Найближче місто й залізнична станція — Беттія. Заповідник перебуває під керівництвом заступника директора Лісового відділу Чампарану, штаб-квартира якого в Беттії. Це святилище лежить приблизно за пів години від водно-болотних угідь Беттіа.